# 알레산드리노역
알레산드리노(이탈리아어: Alessandrino) 역은 로마 지하철 C선의 역이다. 돈보스코 구와 알레산드리노 구 사이의 카실리나 로와 소르카판나 광장이 만나는 지점에 위치해 있다.

## 역사
2007년부터 로마-판타노 선의 종점 구간을 로마 지하철 C선으로 편입시키기 위한 전환 공사를 위해 폐쇄되었다. 카실리나 로를 막고 공사가 진행되는 바람에 한때 카판나 광장 주변의 교통체증은 극에 달했으나, 2012년 9월에 지상 작업이 완료되면서 그해 9월 8일부로 카실리나 로의 통행이 재개되었다. 이후 2014년 11월 9일에 개업하였다.

## 환승
- 버스 정류장 (ATAC 운영 노선)